# Station Bingham
Bingham is een spoorwegstation van National Rail in Bingham, Rushcliffe in Engeland. Het station is eigendom van Network Rail en wordt beheerd door East Midlands Railway. 